# Seigneurie de Nazareth
La seigneurie de Nazareth est un des arrière-fiefs du royaume de Jérusalem.

## Histoire
La seigneurie de Nazareth est constituée rapidement après la conquête du royaume de Jérusalem. Elle subsiste ensuite comme seigneurie ecclésiastique.
Entre 1225 et 1263, l'évêque de Nazareth remet aux Hospitaliers la seigneurie de la cité, d'abord à ferme puis comme quasi-seigneurs.

## Féodalité
Suzerain : le prince de Galilée et de Tibériade

## Liste des seigneurs
- Vermond de Croÿ, seigneur de Nazareth, né vers 1055